# نهاد قلعي
نهاد قلعي (1347- 1414 هـ / 1928- 1993 م)، ممثل فُكاهي وكاتب سوري من أصول كُردية، ظهر مع بدايات التلفزيون السوري، عمل في السينما والمسرح والتلفزيون. شكل مع دريد لحام ثنائيًّا ناجحًا. ألف مسلسلات عديدة منها صح النوم، وحمَّام الهنا، ومقالب غوار. والعديد من التمثيليات على المسرح مثل مسرح الشوك، سهرة مع أبو خليل القباني. عانى في أواخر حياته من الشلل النصفي ومنعه مرضه من الكتابة والتأليف، توفي إثر جُلطة قلبية. اشتَهَر في مسيرته الفنية الطويلة بلقب حسني البورظان.

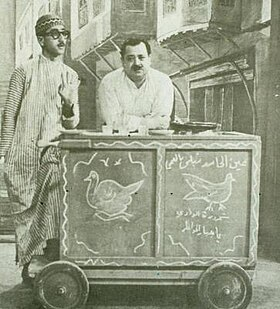
الثنائي نهاد قلعي (حسني البورظان) ودريد لحام (غوار الطوشة) في بدايات التلفزة السورية

## الأصل والنشأة
ولد نهاد قلعي في مدينة دمشق، يوم الاثنين 28 جُمادى الآخرة 1347هـ الموافق 10 ديسمبر 1928م، واسمه الكامل نهاد قلعي الخربوطلي (نسبة إلى خربوط أو خربوت في تركيا الازيغ حاليا) وعُرف بلقبه الفني حسني البورظان.
انتسب إلى مدرسة البخاري الابتدائية وبدأت موهبته بالبروز وقتها وصقلها الأستاذ عبد الوهاب أبو السعود الذي كان يعد المسرحيات المدرسية ويدرب الطلاب على أداء دورهم، في غضون ذلك أسند الفنان وصفي المالح دورا صغيرا لنهاد في مسرحية مجنون ليلى. بعدما أنهى دراسته الثانوية قرر الالتحاق بمعهد التمثيل في القاهرة، إلا أنه قبل سفره بأيام تعرض لسرقة نقوده مما أجبره على ترك السفر والعمل في دمشق. عمل مراقبا في معمل للمعكرونة ثم ضاربا للآلة الكاتبة في الجامعة ونُقل بعد ست سنوات من العمل إلى وزارة الدفاع واستقال بعدها ليعمل مساعدا لمخلص جمركي طوال خمس سنوات إلى أن عمل لحسابه الخاص.

## المسيرة الفنية

### بدايته الفنية
انتسب نهاد إلى استديو البرق سنة 1946 وشارك بتقديم مسرحية (جيشنا السوري). وفي عام 1954 أسس النادي الشرقي مع سامي جانو والمخرج خلدون المالح، وراح يقدم في المسرحيات أدوارا كوميدية.
بين عامي 1957 و 1959 قدم مسرحيات (لولا النساء) و (ثمن الحرية) على مسارح القاهرة، وأشادت بهم الصحافة المصرية وحائزت على إعجاب المسرحيين المصريين.

### تشكيل الثنائي الذهبي
عند افتتاح التلفزيون العربي السوري قدّم نهاد مع دريد لحام برامج منوعة خفيفة كوميدية وأولها كان سهرة دمشق عبارة عن برنامج منوعات يتضمن حركات كوميدية. ويتذكر الأستاذ دريد لحام لقائه الأول بنهاد قائلا:
كان يوم 23 تموز يوما هاما في حياة الشعبين المصري والسوري عام 1960 يوم افتتاح التلفزيون المصري والسوري ففوجئت بمدير التلفزيون الأستاذ صباح قباني (شقيق الشاعر نزار قباني) يستدعيني ليطلب مني تقديم بعض أعمالي الجامعية على الشاشة الصغيرة _كان لديه فكرة مسبقة عن نشاطاتي الثقافية لطلاب الجامعة_ إستهوتني الفكرة وبدأت صلتي بالتلفزيون بدءا من الأسبوع الثاني من بدء الإرسال وكان أول عمل لي كهاو إسكتش (الإجازة السعيدة) من إخراج خلدون المالح الذي عرض في التلفزيون المصري أيام الوحدة.
في أول حلقة كان المطلوب أن يظهر خمسة أشخاص أنا وثلاثة آخرين وبقي الخامس الذي يصلح للدور وكان موظفا جمركيا اسمه نهاد قلعي وهكذا التقينا أنا ونهاد)).
بعد افتتاح التلفزيون بعام واحد وبمناسبة أعياد الثورة عام 1961 قام دريد ونهاد بعمل أوبريت مسرحي اسمه (عقد اللولو) الذي لقي استحسان الجماهير فأعجب المنتج نادر الأتاسي وقرر تحويله إلى فيلم سينمائي وعلى حسابه الخاص وفي نفس السنة شارك نهاد في مسلسل (رابعة العدوية) ومن إخراج نزار شرابي.

### النجومية في السينما والتلفزيون
بدأ القطاع الخاص في سورية ينشط وبدأ المنتجون يتهافتون لإنتاج أفلام تحقق أعلى الإيرادات وبدأ نهاد قلعي بأول فيلم سينمائي له مع دريد لحام وصباح وفهد بلان بعنوان عقد اللولو وذلك عام 1964 ومن إخراج يوسف المعلوف.
كان من الصعوبة لنهاد قلعي المسرحي أن يقف لأول مرة أمام كاميرا سينمائية لها شروطها وقوانينها وحدودها ولكن البروفات ومساعدة المخرج وفريق العمل نجح الفيلم وحقق جماهيرية واسعة. بعد نجاح عقد اللولو قرر المنتج نادر الأتاسي والمخرج يوسف المعلوف إعادة التجربة مع الثنائي دريد ونهاد في فيلم اسمه لقاء في تدمر وذلك في سنة 1965 والجدير بالذكر أن الفيلم من تأليف دريد ونهاد وشاركهم البطولة هالة شوكت. وجاءت مأساة فيلم (الشريدان) المأخوذة عن قصة أدبية لفيلم أمريكي من بطولة تشارلز لوفون فكان الفيلم بالأبيض والأسود على عكس الأفلام السابقة وطبع وحمض في معامل بيروت لكن الذي حدث أن الصوت لم ينطبق على الصورة تماما مما جعل مصير الفيلم الفشل الذريع كان الفيلم من إخراج رضا ميسر.
بعد فشل فيلم الشريدان حاول نهاد ودريد إعادة الثقة للجماهير فقدما فيلم (فندق الأحلام) عام 1966 بالألوان ومن بطولتهما مع الممثلة اللبنانية ميشلين ضو وإخراج ألبير نجيب تبعاه بفيلم (أنا عنتر) بمشاركة المطربة اللبنانية رندة وقدموا أيضا فيلم (المليونيرة) من بطولتيهما مع صباح ومن إخراج يوسف معلوف.
كانت سنة 1967 عاما خيرا على نهاد فقد كتب المسلسل الدرامي (حمام الهنا) الذي يتحدث عن حسني البورظان الذي يرث تركة جدته الموجودة داخل الكراسي بينما غوار يوزع الكراسي على الفقراء لتبدأ أحداث القصة بحثا عن الكراسي والتركة، المسلسل مؤلف من 13 حلقة ومن بطولة دريد لحام ونهاد قلعي ورفيق سبيعي ومن إخراج فيصل الياسري. في نفس العام لعب نهاد بطولة فيلم (غرام في إسطنبول) من إنتاج سوري لبناني مشترك ومن إخراج سيف الدين شوكت عن قصة (انستازيا) الأميرة الروسية الوحيدة التي نجت من الأسرة المالكة بعد قيام الثورة الروسية وانتهاء عهد القياصرة كما أخذ بطولة فيلم (الصعاليك) من إخراج يوسف معلوف.
في عام 1968 قّدّم نهاد مسلسله الدرامي الثاني (مقالب غوار) مع دريد لحام وإخراج خلدون المالح في قالب كوميدي ضاحك حيث يتحدث المسلسل عن منافسة غوار لحسني للغناء في مقهى الانشراح وقد قدم المسلسل في نسختين إحداها للتلفزيون السوري والأخرى في تلفزيون لبنان والمشرق محققا جماهيرية واسعة. وأخذ أيضا بطولة فيلم (النصابين الثلاثة) من إخراج نيازي مصطفى بمشاركة وحش الشاشة فريد شوقي ودريد لحام كما شارك في فيلم (اللص الظريف) من إخراج يوسف عيسى وبطولة دريد ونهاد ونيلي. في عام 1969 مثّل نهاد في فيلم (خياط السيدات) من إخراج عاطف سالم وبطولة دريد وشادية ونهاد، تلاها بفيلم جميل بعنوان (الصديقان) من إخراج حسن الصيفي وبطولة دريد ونهاد ونجلاء فتحي. وفي نفس العام وقف نهاد أمام كاميرا المخرج الكبير حلمي رفلة في فيلم (الرجل المناسب) مع رفيق دربه دريد لحام والممثلة نادية لطفي، كما قدم مسلسله الدرامي الثالث (صح النوم) بجزأيه الأول والثاني، يتألف الجزء الأول من 13 حلقة ويتحدث عن حارة كل مين إيدو إلو حيث يتنافس غوار وحسني على قلب فطوم حيص بيص وكانت الشوارع تخلو من المارة عند عرض المسلسل لما له من جماهيرية واسعة وخاصة الأغنية المشهورة (فطوم فطوم فطومة) أما الجزء الثاني فكان مؤلفا من خمس حلقات منتقدا الظواهر السلبية في المجتمع يذكر أن المسلسل من تأليف نهاد ودريد ومن بطولتيهما ومن إخراج خلدون المالح.
في عام 1971 مثّل نهاد ودريد في ثلاثة أفلام أولها فيلم (امرأة تسكن وحدها) من إخراج نجدي حافظ وثانيها فيلم (الثعلب) من إخراج يوسف معلوف وثالثها فيلم (1+1) ومن إخراج يوسف معلوف أيضا. أما سنة 1972 فشهدت لنهاد بفيلم كوميدي جميل اسمه (مقلب من المكسيك) من إخراج سيف الدين شوكت وبطولة نهاد ودريد وهالة شوكت. وشهد عام 1973 فيلمين لنهاد ودريد أولها (زوجتي من الهيبز) من إخراج عاطف سالم وبطولة دريد ونهاد وهويدا أما الفيلم الآخر فكان (مسك وعنبر) من إخراج محمد ضياء الدين وبطولة نهاد ودريد.

تأثر نهاد ودريد في عام 1974 بموجة أفلام جيمس بوند وصدى هوليود فعملوا في فيلم (غوار جيمس بوند) من إخراج محمد شاهين. وبعد نجاح مسلسل صح النوم قرر نهاد ودريد تحويله إلى فيلم سينمائي وفعلا تحول الحلم إلى حقيقة سنة 1975 وكان من بطولة دريد ونهاد وإخراج خلدون المالح وليكون خاتمة مشوار نهاد قلعي السينمائي وآخر فيلم للثنائي الذهبي سوية فيلم صح النوم.

أعضاء فرقة مسرح الشوك عام 1969 الذي أسسه عمر حجو. الوقوف من اليمين: نهاد قلعي، هدى شعراوي، إنعام الصالح، ثراء دبسي، عمر حجو، سليم صبري، أحمد قنوع. الجلوس: أحمد مسالخي، دريد لحام، مظهر الحكيم، نبيل خُزام، طلحت حمدي.

### نهاد مسرحيا
يعتبر نهاد قلعي المؤسس الحقيقي للمسرح القومي في سورية وذلك عندما عهدت إليه وزارة الثقافة والإرشاد القومي مهمة تأسيس المسرح القومي وإدارته عام 1959 فقد قدم عدة مسرحيات منها مسرحية (المزيفون) عام 1960عن نص لمحمود تيمور وإخراج نهاد قلعي، كما قدم في نفس السنة مسرحية (ثمن الحرية)عن نص لعاموئيل روبلس وإخراج نهاد قلعي، بالإضافة إلى مسرحية (عقد اللولو).
في سنة 1961 قدّم مسرحية (البرجوازي النبيل) عن نص لموليير وإخراج نهاد قلعي وتلاها بسنتين بمسرحية (مدرسة الفضائح) من تأليف شريدان وإخراج نهاد قلعي.
كما أسس نهاد مع دريد وآخرين مسرح تشرين وقدموا من خلالها أجمل العروض فقدموا (ضيعة تشرين) إبان حرب تشرين التحريرية وتدور المسرحية عن الفترة الواقعة ما قبل حرب تشرين وما بعدها وقدموا أيضا (مسرح الشوك) الذي كتب نصه عمر حجو، أما آخر عمل لنهاد قلعي مسرحيا كانت مسرحية (غربة) وتتحدث عن الغربة داخل وخارج الوطن والتي تعرض فيها لحادث اليم إثر سقوط عصا على رأسه ليكون مقلبا آخرا من مقالب الحياة وتقعده في الفراش وتبعده عن عمله الفني.

غلاف مجلة سامر التي كان نهاد قلعي عضو هيئة تحريرها، وكاتبًا فيها سلسلة عمو حسني.

### مع الأطفال
في الثمانينيات وبداية التسعينيات من القرن العشرين قام الفنان نهاد قلعي بتأليف قصصٍ مصورةٍ للأطفال في مجلة «سامر» مستخدماً شخصية (حسني البورظان)، وشخصية (ياسينو) التي جسدها الفنان ياسين بقوش في عدة مسلسلات، إضافة إلى شخصية فرنسية خيالية اسمها «شارلي».

## شهادات
- يقول الأستاذ دريد لحام: (إن صديقي نهاد ساعدني بامتطاء المجهول لأختار الفن الذي أملت أن أحقق فيه ذاتي).
- ألف الأستاذ نبيل صالح موسوعة اسمها (رواية اسمها سورية) متضمنة 100 شخصية أسهمت في بناء الوعي الفكري ولها حضورها الثقافي وتضمنت من بين المئة شخصية اسم نهاد قلعي.
- يقول الأستاذ جان ألكسان: إن ظهور الثنائي (يقصد دريد ونهاد) في السينما ونجاحهما نجاحاً جماهيرياً كبيراً حجب بريق مطربة كبيرة مثل صباح التي اشتركت معهم ببعض الأفلام.
- أصدرت سوريا مجموعة طوابع بريدية في عام 2009 عليها صور لفنانين سوريين تقديراً لجهودهم في نهضة الفن وتخليداً لذكراهم، منهم الفنان نهاد قلعي.

### في السينما

إعلان فلم صح النوم بطولة نهاد قلعي ودريد لحام ونجاح حفيظ.

## أعماله

### في السينما[8]
1. عقد اللولو، 1964.
2. لقاء في تدمر، 1965.
3. الشريدان 1965
4. سلطانة 1965
5. المليونيرة 1966
6. فندق الأحلام 1966
7. أنا عنتر
8. غرام في إسطنبول 1967
9. الصعاليك 1967
10. النصابين الثلاثة 1968
11. اللص الظريف 1968
12. خياط السيدات
13. الصديقان 1970
14. الرجل المناسب 1970
15. امرأة تسكن وحدها 1971
16. الثعلب 1971
17. واحد + واحد 1971
18. مقلب من المكسيك 1972
19. زوجتي من الهيبز 1973
20. مسك وعنبر 1973
21. غوار جيمس بوند 1974
22. صح النوم 1975
23. المزيفون
24. عندما تغيب الزوجات

### في التلفاز
1. فقاقيع

1. الإجازة السعيدة 1960
2. رابعة العدوية 1961
3. حمام الهنا 1967 من تأليفه أيضًا
4. مقالب غوار 1968 من تأليفه أيضًا
5. صح النوم 1970 من تأليفه أيضًا
6. مغامرات كارلو
7. عريس الهنا في بداية الثمانينات وهو آخر عمل تلفزيوني له

### في المسرح
1. جيشنا السوري
2. لولا النساء
3. المزيفون 1960 من إخراج نهاد قلعي
4. ثمن الحرية 1960 من إخراج نهاد قلعي
5. عقد اللولو 1960
6. البرجوازي النبيل 1961 من إخراج نهاد قلعي
7. مدرسة الفضائح 1963 من إخراج نهاد قلعي

طابع بريدي تكريمي للفنان نهاد قلعي.

8. مسرح الشوك
9. ضيعة تشرين 1974
10. سهرة مع أبو خليل القباني
11. غربة 1976

## وفاته
بعد الحادث الأليم الذي تعرض له نهاد أصيب بشلل منعه من متابعة مشواره الفني، فتفرغ للكتابة للأطفال في مجلة سامر اللبنانية. وبعد اشتداد المرض عليه وافته المنية إثر جُلطة قلبية يوم الأحد 2 جُمادى الأولى 1414هـ الموافق 17 أكتوبر 1993م.

## مواقع خارجية
- ديوان العرب

## وصلات خارجية
- نهاد قلعي على موقع IMDb (الإنجليزية)
- نهاد قلعي على موقع قاعدة بيانات الأفلام العربية
- نهاد قلعي على موقع قاعدة بيانات الفيلم (الإنجليزية)

- نهاد قلعي في برنامج: لقاء مع فنان